# Lukas Flückiger
Pour les articles homonymes, voir Flückiger.
Lukas Flückiger, né à Ochlenberg le 31 janvier 1984, est un coureur suisse spécialiste de VTT et de cyclo-cross, membre de l'équipe BMC Mountain bike Racing. Il est le frère de Mathias Flückiger.

## Biographie
En 2012, il prend la deuxième place du championnat du monde élites, derrière le Suisse Nino Schurter. En 2013, il est recruté dans l'équipe BMC Mountain bike Racing.

## Palmarès en cyclo-cross
- 2005-2006
  - Cyclo-Cross Rennaz-Noville, Rennaz

- 2008-2009
  - Internationales Radquer Frenkendorf, Frenkendorf
  - Grand Prix International Cyclocross Sion-Valais, Sion

- 2009-2010
  -  Champion de Suisse de cyclo-cross
  - Internationales Radquer Frenkendorf, Frenkendorf
  - GP 5 Sterne Region, Beromünster

- 2010-2011
  - GP 5 Sterne Region, Beromünster

- 2011-2012
  - Internationales Radquer Uster, Uster

- 2012-2013
  - USGP of Cyclocross #2 - Planet Bike Cup 2, Sun Prairie

- 2013-2014
  -  Champion de Suisse de cyclo-cross
  - Flückiger Cross Madiswil, Madiswil

- 2015-2016
  - Cyclocross International Sion-Valais, Sion

- 2016-2017
  - Cyclocross International Nyon, Nyon

## Palmarès en VTT

### Championnat du monde
- 2012
  -  Médaillé d'argent du cross-country

### Coupe du monde
- Coupe du monde de cross-country
  - 10e en 2012
  - 11e en 2013
  - 8e en 2014
  - 9e en 2015
  - 27e en 2018
  - 50e en 2021

### Championnats d'Europe
- Haïfa 2010 
  -  Médaillé d'argent du cross-country
- Chies d'Alpago 2015 
  -  Médaillé d'argent du cross-country

### Jeux européens
- Bakou 2015
  -  Médaillé d'argent du cross-country

### Championnats de Suisse
- Champion de Suisse de cross-country marathon en 2021

## Palmarès sur route
- 2007
  - 2e de Coire-Arosa